# Maniche (Haiti)
Maniche, in creolo haitiano Manich, è un comune di Haiti facente parte dell'arrondissement di Les Cayes nel dipartimento del Sud.